# チーム・シンスケ
チーム・シンスケ（TEAM SHINSUKE）は、島田紳助が中心となり、ベテランレーシングライダー千石清一を鈴鹿8時間耐久ロードレース（鈴鹿8耐）で走らせるために1985年に結成された、オートバイのレーシングチームである。1986年から1995年までの10年間、鈴鹿8時間耐久ロードレース（鈴鹿8耐）を中心に参戦し、95年を最後に活動を終了したが、2011年東日本大震災を機に同年一度限りの復活参戦を行った。

## 概要

### 最初の10年間
1985年、以前より紳助と親交のあったベテランレーシングライダー・千石清一を「自分たちの力で走らせてあげたい」との思いと、千石の「（その日鈴鹿で）絶対泣ける」の一言を信じ、鈴鹿8耐への参戦を目的として結成された。メンバーは紳助の高校生時代の同級生である「土建屋よしゆき」や、消防士である「ファイヤーやっこ」、紳助とオーストラリアツーリングを共にした「ナオ」など、紳助とプライベートで親交がある者が中心となった。なお、チーム設立時のメンバーにはライダーの千石を除き、紳助を含めてレーシングチームの運営などに関与した経験のある者は一人もいなかった。
初参戦となった1986年は予選で好位置につけながらも途中リタイヤ、1987年は予選落ちを喫するなど苦戦が続いたが、1988年に初の完走を果たしてからは安定して成績を残し、純粋なプライベートチームの中でも上位の成績を残すまでになっていった。1980年代後半はバブル景気の真っ只中であり、鈴鹿8耐にも多くの芸能人やスポーツ選手が「お飾り監督」として参戦していたが、代表としてチーム名に「シンスケ」の名はあるものの、紳助自身は芸能人としてではなく、あくまで一個人として真摯に鈴鹿8耐に参加していた。紳助自らが企画書を手にスポンサー集めに奔走し、サーキットでも真剣にレースに取組む姿は、参戦を重ねるごとに他のエントラントからも評価されていった。
チーム設立当初からチームのナンバー1ライダーとして参加していた千石は、1991年の鈴鹿8耐を最後にライダーを引退、チーム・シンスケの監督となる（競技ライダーとしては引退したが、千石はその後もマーシャルライダーとして2003年まで鈴鹿8耐に参加していた）。鈴鹿8耐と並行して参戦していた全日本ロードレース選手権では主に千石が監督を務めたが、鈴鹿8耐はどんなに多忙でもスケジュールの合間を縫って紳助が監督を務めた。
活動期間に関して、千石はずっと続けていたいというスタンスであったが、紳助は1990年頃からはチームを終了させることを考え始めた。しかし、直ぐにやめるのを良しとせずにチーム設立10年目を節目とし活動を終了することとした。その最終年となった1995年は、サテライトチーム扱いとはいえHRCからワークス・マシンを貸与されたが、レース決勝はリタイヤ。チェッカーフラッグが振られた後、このレースを最後に引退する田村圭二のライディングでラストランを行い、10年間の活動に終止符をうった。

### 一度限りの復活
その後の雑誌のインタビューにおいて紳助は「何年後かに、もう一回だけ復活する」と答えていたが、2011年の第34回大会に「一度限りの復活（One Time Revival）」と謳って参戦をした。この時は従来の参戦形態とは大きく異なり、自身の番組である「紳助社長のプロデュース大作戦!」の企画での参戦であったが、チーム代表は過去の参戦時同様に千石、チーム監督は紳助が務め、メカニックもかつてのチーフメカだった喜田倫弘が中心となってマシンを仕上げた。また、この参戦は東日本大震災の復興支援も含まれており、第1ライダーには宮城県出身で実家が震災で被災した中木亮輔を起用（もともと本企画は、中木が番組宛に被災者を激励するためにチーム・シンスケ復活を打診したことがきっかけとなった）。番組出演タレントがチームクルーとして参加した他、宮城県出身で自身もロケ中に被災したサンドウィッチマン（フロントタイヤ交換）と、番組レギュラー出演者ではないが企画の趣旨に賛同し参加を申し入れた渡辺正行（ガソリン補給）がチームクルーとして加わった。
チームとして16年ぶりの8耐参戦、正式表明から2ヶ月という短い準備期間、さらにピット作業をレース素人が行うという参戦形態だったが、予選26番手を獲得。決勝では序盤に中木の転倒があったが、その後は順調に周回を重ね、目標周回数の207周には届かなかったものの204周を走破して目標順位の15位を上回るチーム過去最高位タイとなる14位完走を果たした。

## 戦績（鈴鹿8耐）
| 年   | 車番 | ライダー                    | 使用車両          | メインスポンサー | 予選順位 | 予選タイム | 決勝順位   | 周回数 |
| ---- | ---- | --------------------------- | ----------------- | ---------------- | -------- | ---------- | ---------- | ------ |
| 1986 | 27   | 千石清一 大塚茂春           | スズキ・GSX-R750  | 味の素           | 14       | 2'25"283   | リタイア   | 41     |
| 1987 | 27   | 千石清一 山田純             | スズキ・GSX-R750  |                  | 65       | 2"__"___   | 予選不通過 | ―      |
| 1988 | 27   | 千石清一 大塚茂春           | ヤマハ・FZR750    | チキータ         | 39       | 2'__"___   | 27         | 185    |
| 1989 | 27   | 千石清一 大塚茂春           | ヤマハ・FZR750R   | BOBSON           | 42       | 2'23"103   | 15         | 191    |
| 1990 | 27   | 千石清一 山本隆義           | モリワキZERO-VX7  | BOBSON           | 43       | 2'20"864   | 31         | 190    |
| 1990 | 28   | 大塚茂春 マリオ・デュハメル | モリワキZERO-VX7  | BOBSON           | 46       | 2'20"661   | 22         | 193    |
| 1991 | 27   | 千石清一 山本隆義           | モリワキZERO-VX7  | BOBSON           | 45       | 2'19"557   | リタイア   | 89     |
| 1991 | 72   | 中井直道 新井秀也           | モリワキZERO-VX7  | BOBSON           | 47       | 2'19"643   | 18         | 178    |
| 1992 | 27   | 山本隆義 宮城光             | ホンダ・VFR750R   | BOBSON           | 52       | 2'18"436   | 23         | 196    |
| 1992 | 29   | 新井秀也 田村圭二           | ホンダ・VFR750R   | BOBSON           | 16       | 2'16"420   | 24         | 195    |
| 1993 | 27   | 新井秀也 田村圭二           | ホンダ・VFR750R   | SNK NEOGEO       | 16       | 2'16"760   | 23         | 195    |
| 1994 | 27   | 大阪賢治 田村圭二           | ホンダ・RVF/RC45  | SNK NEOGEO       | 12       | 2'14"996   | 14         | 176    |
| 1995 | 27   | 大阪賢治 田村圭二           | ホンダ・RVF/RC45  | SNK NEOGEO       | 12       | 2'13"717   | リタイア   | 73     |
| 2011 | 27   | 中木亮輔 津田一磨 鈴木慎吾  | ホンダ・CBR1000RR | 来来亭           | 26       | 2'14"365   | 14         | 204    |

## 協力サプライヤー
- 南海部品
- NGKプラグ
- SHOEI（1986年-1995年）
- 日本ダンロップ（1986年-1995年）
- ブリヂストン（2011年）

## メディア関係
書籍
「風よ、鈴鹿へ」1988年（島田紳助）小学館　ISBN 409363291X
チーム結成の経緯から1987年の予選落ちまでを、ドキュメント仕立てで描いた小説。
「ラスト・ラン」1995年（島田紳助）小学館　ISBN 4093632936
1995年の8耐前に書かれた、チームの歴史を纏め上げた作品。
TV番組
「風よ、鈴鹿へ」1988年　TBS
上記の小説を元に作られた単発ドラマ。後にビデオとしても発売された。
音楽
「風よ、鈴鹿へ」　作詞/島田紳助　作曲/高原兄
前述の同タイトルのドラマで主題歌として使われていた曲。この年以降、毎年なんらかの形で8耐の現場で耳にする曲である。
「NEXT GATE」　　作詞・作曲/白井貴子
チーム結成当時、紳助と大阪のラジオ番組（MBSヤングタウン）で共演していた白井が、チームの応援ソングとして作った作品。白井は1986年の8耐前夜祭でのライブも行った。